# Johann Jacob Stahel
Johann Jacob Stahel (* 11. November 1723 in Köln; † 21. Mai 1787 in Würzburg) war ein deutscher Buchdrucker und Buchhändler.

## Leben
Johann Jacob Stahel entstammte einem Drucker- und Buchhändlergeschlecht, das 1482 aus Holland 1482 eingewandert war. Er war der einzige Sohn des Kölner Kaufmanns und Bürgermeisters Reinerus Stahel.
Er leitete für den Augsburger Buchhändler Martin Veith zunächst dessen Würzburger Niederlassung, machte sich dann aber selbständig und erhielt am 23. Mai 1753 vom Fürstbischof Karl Philipp von Greiffenclau zu Vollrads die Konzession zur Errichtung und Führung einer Buchhandlung in Würzburg, die unter Stahel’sche Buchhandlung firmierte.
1763 erwarb er die Kleyer’sche Universitätsbuchdruckerei von der Witwe von Johann Jacob Christoph Kleyer (1700–1756) in Würzburg, und da nach den damaligen Zunftgesetzen zum Betrieb einer Buchdruckerei die erforderlichen Fachkenntnisse nachgewiesen werden mussten, begann er bei dem Buchdrucker und Buchhändler Heinrich Ludwig Brönner (1702–1769) in Frankfurt am Main von 1763 bis 1766 eine Buchdruckerlehre; bereits am 11. September 1765 wurde er in die Buchdruckergesellschaft, die bereits 1613 gegründet worden war,  aufgenommen. In dieser Zeit wurde die Stahel’sche Buchdruckerey durch Christoph Wolfgang Kohles weiter geführt, der bereits als Faktor bei der Witwe von Johann Jakob Christoph Kleyer tätig war und die Bücher nun auch unter seinem eigenen Namen druckte.
1765 gründete Johann Jacob Stahel eine Filialbuchhandlung sowohl in Bamberg als auch in Fulda.
Am 16. Januar 1769 wurde Johann Jacob Stahel von der Universität Würzburg zum Universitätsbuchhändler ernannt und damit auch der Universitätsgerichtsbarkeit unterstellt; einige Jahre später wurde ihm dann der Titel eines Hochfürstlichen Hofbuchhändlers verliehen.
In der Zeit vom 2. bis 4. Juli 1781 wurde seine Buchhandlung durchsucht und hierbei 54 Schriften als verdächtig befunden, darunter 16 von Voltaire, 4 von Jean-Jacques Rousseau und 15 von Christoph Martin Wieland.
Er veröffentlichte in seinem Verlag überwiegend katholisch-theologische Literatur, so erschienen eine ganze Reihe von Büchern für den Kirchen- und Schulgebrauch und eine Anzahl griechischer und römischer Klassiker in Text und kommentierten Ausgaben. Eine der bedeutendsten Publikationen war die Bibliothek der Kirchenväter (Theologia universa moralis et speculativa), für das ihm am 26. September 1766 ein Privilegium exclusivum auf 10 Jahre erteilt wurde.
Johann Jacob Stahel war mit Margaretha Josepha († 1804), eine Tochter des Würzburger Holzhofinspektors Hitzelberger verheiratet und hatte sieben Söhnen, von denen die meisten höhere Militärdienstgrade in österreichischen und russischen Diensten erreichten. Nach seinem Tod führte zunächst seine Witwe die Buchhandlung alleine weiter, bis 1791 der jüngste Sohn, Konrad Stahel, in das Geschäft eintrat. Sein vierter Sohn Johann Veit Joseph Stahel (* 14. Januar 1760 in Würzburg; † 27. September 1832), trat dann 1801 in das Geschäft ein.

## Ehrungen und Auszeichnungen
- Am 16. Januar 1769 wurde Johann Jacob Stahel von der Universität Würzburg zum Universitätsbuchhändler ernannt. Einige Jahre später wurde ihm der Titel eines Hochfürstlichen Hofbuchhändlers verliehen.

## Veröffentlichungen (Auswahl)
- Epigrammata Selecta In Usus Discipulorum, Kollektionen 1 bis 3, 1781–1782
- Scientia Proportionum Explanata, 1782